# Pierre Pérignon
Dom Pérignon foi um monge beneditino (Sainte-Menehould, 1638 — Abadia de Saint-Pierre d'Hautvillers, 24 de setembro de 1715) reconhecido por muitos historiadores como o inventor do champagne. 
Quase contemporâneo de Luis XIV, ele não era nem viticultor nem alquimista. Foi numa peregrinação à Abadia de Saint Hillaire que ele descobriu o método de vinificação dos vinhos efervescentes. De volta ao mosteiro de Hautvillers, perto de Épernay, ele importou então o método Limouxine. 

## Biografia
Nasceu em dezembro de 1638 ou janeiro de 1639, em Sainte-Menehould, sob o nome de Pierre Pérignon. Apesar de sua data de nascimento ser imprecisa, o seu ato de batismo é datado do dia 5 de janeiro de 1639. Cresceu em Sainte-Menehould e fez parte do coral da Abadia Beneditina de Moiremont. Aos treze anos entrou para o colégio de jesuítas de Châlons e, em 1656 entrou para o mosteiro beneditino de Verdun onde, fiel às regras de São Bento, alternava trabalho manual, leitura e oração, adquirindo sólidos conhecimentos em filosofia e teologia. Em 1668, então com trinta anos, entra para a Abadia Saint-Pierre de Hautvillers. Até à sua morte em 1715, ele fica encarregado da adega e dos produtos da abadia. Um cargo de elevada importância numa época onde os mosteiros possuíam vastos domínios e de onde tiravam todas as espécies de produtos destinados à venda. E que, sobretudo, dá-lhe o controle sobre as vinhas e as prensas. Foi enterrado na frente do coro da igreja de Hautvillers.

## Trabalhos
Neste último terço do século XVII, a abadia Saint-Pierre de Hautvillers não gozava de um grande prestígio. Ela contava com apenas um punhado monges que tentavam tirar o sustento dos domínios da abadia, que eram muito pouco explorados. Os depósitos, as adegas e as prensas estavam em ruínas ! Com paciência e obstinação, o jovem monge tratou de recuperá-los. O seu objetivo: voltar a dar à abadia os meios que lhe faltam tanto e, enquanto isso, restaurar o brilho da pequena comunidade religiosa. Neste país de velha tradição vinícola, a exploração das vinhas e o comércio do vinho constituem, sem dúvida, o melhor produto de comércio. A partir de 1668, primeira inovação de Don Pérignon consiste em acompanhar sistematicamente a evolução das vinhas, antes mesmo de prensar as uvas. Tinha à sua disposição várias qualidades de uvas cuja mistura ele mesmo fez a fim de harmonizar as qualidades e minimizar os defeitos. “É o conhecimento do bom efeito que produzem as uvas de três ou quatro vinhas de diferentes qualidades que levou à perfeição os famosos vinhos de Sillery, de Ay e de Hautvillers. Dom Pérignon, religioso beneditino de Hautvillers, é o primeiro a aplicar com sucesso a mistura de uvas das diferentes vinhas” escrito em 1763 pelo abade Noël-Antoine Pluche, reconhecendo assim a contribuição do jovem na elaboração de um champanhe de qualidade.
Dom Pérignon tem um cuidado específico com as vindimas e a escolha das uvas, e não permite que outro as prove em seu lugar. “Dom Pérignon não provava as uvas”, disse o irmão dele, aluno e sucessor “do pai” do champanhe. “Mas fazia-se trazer uvas das vinhas que destinava a compor a mistura fermentada. Fazia degustação apenas o dia seguinte em jejum, após ter feito passar a noite ao ar livre sobre a sua janela, julgando do gosto de acordo com os anos. Não somente compunha fermentados de acordo com este gosto, mas ainda de acordo com a disposição, os anos precoces, tardios, frios, chuvosos, e de acordo com as vinhas boas ou medíocres. Todos os acontecimentos serviam-lhe de regras para distinguir a composição de seus fermentados.” Com Dom Pérignon, a enologia ascendeu à categoria de uma verdadeira ciência.
Com essa prática, o champanhe adquire assim uma qualidade que não tinha até então e que fará grande diferença para a sua reputação. A história quer que Dom Pérignon tenha sido o primeiro a descobrir o meio para fazer fermentar o vinho de Champanhe em garrafas. Verdadeira ou falsa, a história vale a pena: À época, as garrafas eram tapadas com cavilhas de madeiras envoltas de estopa embebida de óleo. À procura de um método mais limpo e mais estético, Dom Pérignon teve a ideia de derreter cera de abelhas no gargalo das garrafas, que assegura-lhes assim uma perfeita vedação. Ao fim de algumas semanas, a maior parte das garrafas explodiu, deixando o monge perplexo. Demorou algum tempo para compreender que o açúcar contido na cera de abelha tinha provocado, em contato com o vinho, uma segunda fermentação provocando uma brusca efervescência. Incapazes de opor-se à pressão, as garrafas tinham voado das prateleiras. Foi essa feliz má sorte que permitiu a Dom Pérignon descobrir a fermentação em garrafa: “o método champanhês” ou, mais simplesmente o champanhe, acabava de nascer. Embora nada permitisse afirmar com certeza, o monge de Hautvillers teria inventado também a rolha de cortiça para substituir o arcaico feixe de madeira mantida ao gargalo por um cordão de cânhamo.
Sem dúvida o processo de elaboração do vinho foi uma obra longa. E neste processo, esse monge amante de enologia desempenhou indubitavelmente um papel essencial. No início do século XVIII, o champanhe como conhecemos hoje faz a felicidade de quem o bebe e aprecia.